# 路南坝

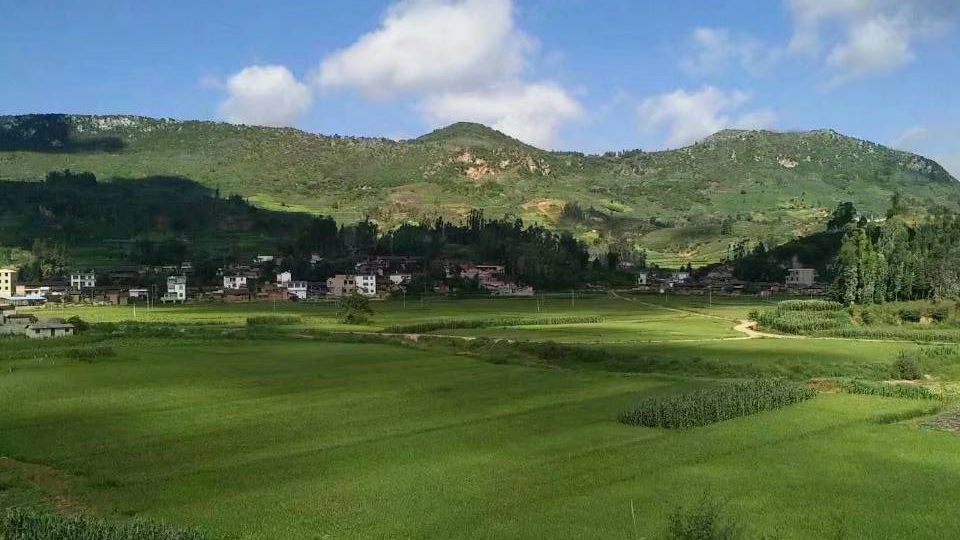
路南坝的农田

路南坝又称路南盆地或巴江盆地，是云南省石林彝族自治县的一个坝子，位于九蟠山山脉和大佛山山脉之间，南北长约50千米，东西宽约10千米，面积约111.71平方千米，占石林县面积的14.7%，地跨石林街道、鹿阜街道、板桥街道三个乡级政区，海拔1,683米，巴江和大可河穿过盆地。由于丘陵的分割，盆地中又分为多个小坝子。地表由老三系河湖相沉积的红色泥岩、泥质、泥灰岩、砾岩和第四系黏土及砂石沉积组成。坝中村庄密布、土地肥沃，是石林县主要的粮食产区。